# Ante Jelić
Ante Jelić (Jaklići, 1943. – 24. listopada 2021.) bio je hrvatski svećenik i predsjednik Hrvatskoga katoličkoga dobrotvornoga društva. U Njemačkoj je više godina organizirao susrete hrvatskih studenata koji su studirali u Njemačkoj i Austriji. Svrha tih susreta je bilo međusobno upoznavanje, a i poticanje na povratak u matičnu zemlju poslije okončanog studija. Da bi se te veze produbile don Anto Jelić je pozivao poznate intelektualce i pisce iz Hrvatske da mladim studentima održe predavanja.  Ponekad je paraleno s tim promeninetnim predavačima jedan ili drugi student referirao o temama koje su bila interesantne za širu publiku. Od vremena do vremena je izdavan zbornik "Susreti" u kojem su objavljeni održani referati. Za sve studente je organizator don Jelić osigurao smještaj i dao mu novac za putne troškove. Očito ga je ta ljubav za mlade ljude ponukala da poslije povratka u Hrvatsku i Bosnu počne s gradnjom studentskih domova za studente slabijeg imućnog stanja.  Tako su zahvaljujući prvenstveno njegovom angažmanu i darovima dobročinitelja nastala dva studentska doma u Zagrebu i jadan u Sarajevu.
Djelovao je kao župnik župe sv. Luke Evanđelista u Sarajevu. Don Jelić bio je jedan od organizatora vjersko-nacionalnog hodočašća iz Zagreba u Bleiburg kao sjećanje na bleiburški pokolj. Poznat je i po tome što je bio inicijator izgradnje Studentskog doma "Dragutin Dujmušić" u Sarajevu, koji je službeno otvoren u prosincu 2014. godine.

## Životopis
Rođen je u pobožnoj katoličkoj obitelji u selu Jaklići u općini Prozor-Rama kao jedan od četvorice sinova Stipana i Ivuše (r. Budimir) Jelić. Odrastao je uz još trojicu braće: Nikola (1935.), Ivan (1938. – 2013.) i Vinko (1940.). Predsjednik je HKDD-a još od 1991. godine koji djeluje u svim oblicima pomoći i očuvanju kulturnih dobara u BiH. Godine 2007. stao je u obranu pjevača Marka Perkovića Thompsona koji je trebao održati koncert u Sarajevu. Krajem 2014. godine prilikom posjeta tadašnjeg predsjednika Vlade RH Zorana Milanovića Sarajevu don Jelić je istaknuo da taj grad ne smije ostati bez Hrvata i da će u budućnosti Hrvati "nešto" značiti Sarajevu. Don Jelić primio je predsjednika Federacije BiH Marinka Čavaru 2016. godine te ga upoznao s tijekom radova dovršetka izgradnje Studentskog doma u naselju Stup u Sarajevu. Knjigu Tragovi ramskog graditeljstva u suradnji s Astridom Bugarski objavio je 2005. godine.
Don Jelić sudjelovao je na brojnim tribinama o hrvatskoj političkoj emigraciji 20. stoljeća te je kao predsjednik HKDD-a surađivao s povjesničarima poput Zlatka Hasanbegovića, Ive Banca, Marija Jareba, Martine Grahek-Ravančić i brojnim drugima.

## Djela
- Selidba Ramljaka, Rama-Šćit 1687-1987 (1987.; suautorska knjiga, s Dubravkom Horvatićem, Lukom Markešićem i dr.)
- Tragovi ramskog graditeljstva (2005.; s Astridom Bugarski)[9]
- Tekstilne rukotovorine Hrvata u Rami (2006.; zajedno s Maricom Popić-Filipović i Ivušom Jelić)[10]
- Krunoslav Draganović - svećenik, povjesničar i rodoljub (2014.; zbornik radova s međunarodnoga znanstvenog simpozija; suautori Zlatko Hasanbegović, Ivo Banac, Jure Krišto, Mario Jareb i dr.)

## Nagrade
- Zlatna medalja zbog zasluga za rad u Počasnom bleiburškom vodu - nagradu uručio Bože Vukušić (2005.)